# Diga di Asahi (Fukushima)
La diga di Asahi (旭ダム?, Asahi damu) è una diga a Shimogō, nella prefettura di Fukushima, in Giappone, completata nel 1935.